# Christiaan Weijts
Christiaan Weijts (Leiden, 4 mei 1976) is een Nederlands schrijver.

## Beknopte biografie
Weijts bezocht het Stedelijk Gymnasium in zijn geboorteplaats Leiden. Hij studeerde van 1994 tot 1999 Nederlands en literatuurwetenschap aan de Universiteit Leiden. Hij is columnist in nrc.next en De Groene Amsterdammer. Van 1999 tot 2007 was hij redacteur en columnist van het Leids Universiteitsweekblad Mare. Hij woont en werkt in Den Haag.
In 2003 verscheen een bundeling van Weijts' Mare-columns onder de titel Sluitingstijd. Zijn debuutroman Art. 285b, waarvan de titel verwijst naar het artikel over stalking in het Nederlandse Wetboek van Strafrecht, verscheen in 2006. Art. 285b. werd vrijwel unaniem lovend ontvangen, en leverde hem nominaties op voor zowel de AKO Literatuurprijs als de Gouden Uil. 
In oktober 2008 verscheen zijn tweede roman, Via Cappello 23, die in Venetië, Verona en Leiden speelt en onder meer het effect van weblog GeenStijl behandelt. De roman werd genomineerd voor de Gouden Uil en de AKO Literatuurprijs, en won de Gerard Walschapprijs. In 2012 verscheen zijn derde roman, Euforie, waarmee Weijts de BNG Nieuwe Literatuurprijs won.

## Prijzen
- Anton Wachterprijs 2006
- Max Pam Award 2006
- Gouden Ezelsoor 2008
- Gerard Walschapprijs 2010
- BNG Bank Literatuurprijs 2012

## Nominaties
- AKO Literatuurprijs 2006
- De Gouden Uil Literatuurprijs 2007
- Selexyz Debuutprijs 2006
- Gerard Walschapprijs 2007
- Academica Literatuurprijs 2008
- De Gouden Uil Literatuurprijs 2009
- AKO Literatuurprijs 2009
- Libris Literatuur Prijs 2010 (longlist)
- Libris Literatuur Prijs 2013 (shortlist)